# La Mer cruelle (film, 1953)
Pour les articles homonymes, voir La Mer cruelle.
Pour plus de détails, voir Fiche technique et Distribution.
La Mer cruelle (The Cruel Sea) est un film britannique réalisé par Charles Frend, et sorti en 1953. Il est tiré du roman éponyme de Nicholas Monsarrat, publié au Royaume-Uni en 1951.

## Synopsis
Pendant la Seconde Guerre mondiale, au début de l'automne 1939, les jeunes Lockhart et Ferraby, respectivement journaliste et avocat, sont affectés sur le Compass Rose une corvette de la classe "Flower", navire d'escorte chargé de défendre les convois qui traversent l'Atlantique. Ils sont placés sous le commandement de Ericson, seul marin de métier (marine marchande, réserviste de la Royal Navy). Après une brève période de formation, la corvette Compass Rose reçoit l'ordre de rejoindre un convoi d'une dizaine de navires. Très vite, les sous-marins ennemis font des ravages.
La corvette est torpillée et coulée. Ericson et Lockhart, avec de nouveaux compagnons d'armes, finissent la guerre à bord d'un autre escorteur, la frégate Saltash Castle, toujours assignés à des tâches de protection de convois.

## Fiche technique
- Titre : La Mer cruelle
- Titre original : The Cruel Sea
- Réalisation : Charles Frend
- Scénario : Eric Ambler, d'après le roman La Mer cruelle de Nicholas Monsarrat
- Production : Leslie Norman
- Producteur exécutif : Michael Balcon
- Photographie : Gordon Dines et Paul Beeson (seconde équipe)
- Costumes : Anthony Mendleson
- Musique : Alan Rawsthorne
- Sociétés de production : Ealing Studios et Michael Balcon Productions
- Sociétés de distribution : General Film Distributors  Royaume-Uni, Universal Pictures  États-Unis
- Pays d'origine : Royaume-Uni
- Langue : anglais
- Format : Noir et Blanc - 1,37:1 - Mono - 35 mm
- Genre : Guerre
- Durée : 126 minutes
- Dates de sortie : 
  - Royaume-Uni : 24 mars 1953
  - États-Unis : 19 août 1953
  - France :  16 septembre 1953

## Distribution
- Jack Hawkins (VF : Claude Péran) : le commandant George Ericson
- Donald Sinden (VF : Jean-Claude Michel) : l'enseigne Keith Lockhart
- John Stratton : l'enseigne Gordon Ferraby
- Denholm Elliott (VF : Hubert Noël) : l'enseigne John Morell
- John Warner : l'enseigne Baker
- Stanley Baker (VF : André Valmy) : le lieutenant James Bennett
- Bruce Seton (VF : Jean-Henri Chambois) : le sergent Bob Tallow
- Liam Redmond (VF : Pierre Leproux) : Jim Watts
- Virginia McKenna (VF : Jacqueline Porel) : le lieutenant Julie Hallam
- Moira Lister : Elaine Morell
- Megs Jenkins : Gladys Bell, la sœur de Tallow
- Glyn Houston : le caporal Phillips
- Alec McCowen : le caporal Tonbridge
- Barry Letts : Raikes
- Harold Goodwin (VF : Pierre Trabaud) : l'opérateur ASDIC
- Don Sharp (VF : Roger Till)  : un capitaine de corvette

Acteurs non crédités
- George Curzon (VF : Gérald Castrix) : un amiral invité
- Walter Fitzgerald (VF : Raymond Rognoni)  : un gardien de l'ARP
- Richard Leech : un marin
- Alan Webb : l'amiral Murray-Forbes

## Autour du film
Le film se déroule pendant la Bataille de l'Atlantique qui opposa de 1939 à 1945 les escorteurs de convois britanniques aux U-Boote (sous-marins) allemands, adapté d'un livre de plus de cinq cents pages de Nicholas Monsarrat. Le scénario fut écrit par Eric Ambler, scénariste à qui l'on doit entre autres Cargaison dangereuse avec Charlton Heston en 1959 et Les Révoltés du Bounty avec Marlon Brando. La réalisation fut confiée à Charles Frend, monteur des premiers films de Alfred Hitchcock.
Tourné peu de temps après la guerre, en 1953, ce film est à la gloire de la Royal Navy, et exalte les notions de courage, de loyauté et de tradition. De plus, le scénario se concentre principalement sur la vie des marins à bord et leur quotidien au combat, sans s'embarrasser réellement d'histoires secondaires. La relation amoureuse de Lockhart avec Julie Hallam n'a guère d'incidence sur le déroulement de l'histoire et n'est pas prétexte à un happy-end.
Mais il apparaît malgré tout que le film se différencie d'autres films sans héros de cette même période (comme La Bataille du rail, film historique de René Clément par exemple), en montrant les failles psychologiques des marins. Ainsi, le capitaine incarné par Jack Hawkins va petit à petit, et après un naufrage où il perd beaucoup d'hommes, se déshumaniser et ne poursuivre qu'un but : tuer l'ennemi. On le voit dans les mers gelées de l'Arctique traquer un sous-marin allemand que tout l'équipage pense coulé depuis longtemps. Et on assiste au comportement inverse de son second, incarné par Donald Sinden, qui connaît l'amour et donc, de fait, semble plus « humain ». Il avoue à sa fiancée avoir pleuré la mort de plusieurs camarades lors d'une représentation à l'opéra, et constate quand il fait prisonniers des marins allemands : « Ils n'ont pas l'air si différents de nous », rompant ainsi avec le manichéisme exacerbé de certains[Lesquels ?] films de guerre de cette époque.
Dans la bande-annonce française de l'époque, il était écrit « Un film de J. Arthur Rank ». Ce dernier était en réalité un financier dont la société, Rank Organisation, avait fait l'acquisition de plusieurs studios, parmi lesquels les studios Ealing qui produisaient le film.

### Navires du film
Des deux navires qui soutiennent l'histoire, l'un est conforme au roman, l'autre non.
Le rôle de la corvette Compass Rose est tenu par une autre corvette de la même classe, le Coreopsis (K32), empruntée à la marine grecque (où elle portait le nom de Kriezis et était en instance de démolition) car la Royal Navy ne disposait plus de bâtiment de ce type.
Compass Rose arbore la marque de coque "K49", qui était en réalité celle attribuée à la corvette HMS Crocus.
La frégate Saltash Castle, de classe River dans le roman d'origine, est représentée par une corvette de la classe Castle, le Portchester Castle. La marque de coque arborée par le Saltash Castle, F362, est celle du Porchester Castle.